# Zemědělská usedlost čp. 3 (Krnín)
Zemědělská usedlost čp. 3 v Krníně je národní kulturní památka v okrese Český Krumlov. Jedná se o výjimečně zachovalý starobylý rozlehlý dvorec, někdy též chybně považovaný za tvrz. Usedlost náleží ke skupině velkých dvorců předbělohorského stáří roztroušených v drobných vesnicích v oblasti Kouty na Českokrumlovsku (např. usedlosti Krnín čp. 1 a 3, Radostice čp. 1, Čertyně čp. 2 a 10, Opalice čp. 10, Záluží čp. 1, „tvrz“ čp. 1 ve Štěkři a další).

## Historie

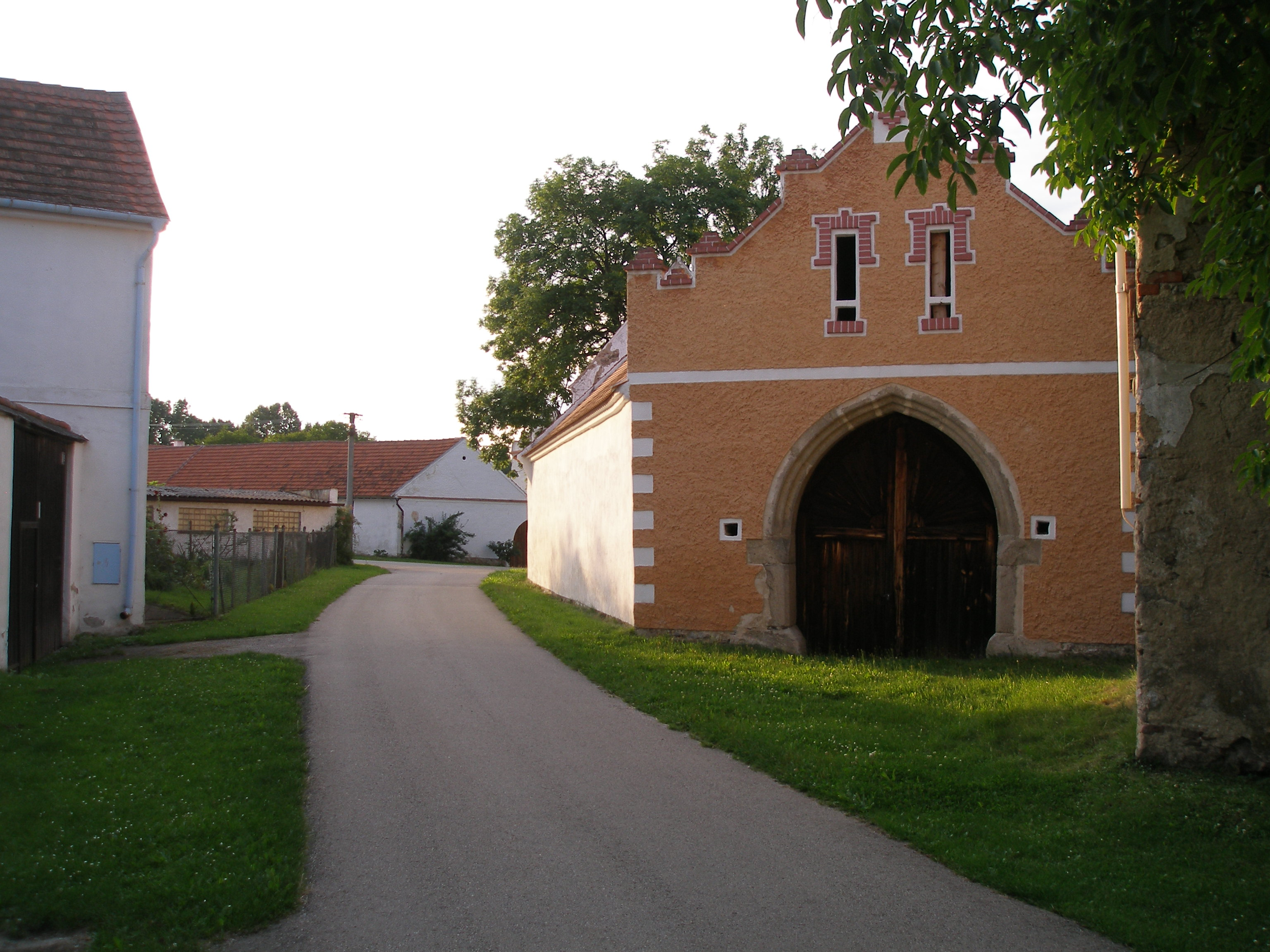
Zadní brána zemědělské usedlosti čp. 3 v Krníně

Zemědělská usedlost čp.  v Krníně, místní části Chlumce, pochází z konce 15. století. V roce 1958 byla usedlost vyhlášena kulturní památkou.
Tuto usedlost měla od počátku 20. století v majetku rodina Fráňova, která zde hospodařila přibližně od roku 1900 do roku 2001. Po roce 1950 došlo ke znárodnění, rodině Fráňů byla ponechána pouze obytná část stavení, ostatní prostory připadly zemědělskému družstvu které se podepsalo na rozsáhlé devastaci objektu, po roce 1989 po navrácení majetku v posledních letech stavení obývala Růžena Fráňová s dcerou Růženou Dudovou.[zdroj?]
Od roku 2001 jej vlastní spolu se svou manželkou Miroslav Sýkora z Českých Budějovic, který provedl kompletní opravu – od krovů přes tašky, omítky, okna až po fasádu. Nařízením vlády se usedlost s účinností od 1. července 2010 stala národní kulturní památkou.

## Popis objektu
Objekt je 26 metrů dlouhý a zhruba 11,5 metru široký. Usedlost je z doby svého vzniku naprosto kompaktně zachovalá včetně stavební dispozice. Výjimečné jsou některé architektonické prvky – jde především o ostění portálů a okenní ostění používané například na středověkých hradech a větších kostelech, jedinečné jsou také profilované lomené portály.